# Mario Scotti (docente)
Mario Scotti (Napoli, 31 luglio 1930 – Roma, 22 aprile 2008) è stato un italianista italiano.

## Biografia
Fratello dell'ex ministro degli interni Enzo, fu allievo di Attilio Momigliano (di cui curò il volume Lettere scelte, Firenze, Le Monnier, 1969) e insegnò letteratura italiana prima all'Università di Perugia, poi a quella di Roma.  
Studioso dell'opera di Ugo Foscolo, di cui curò numerose edizioni, fu anche presidente del comitato scientifico dell'Edizione nazionale delle opere di Benedetto Croce. Curò anche l'edizione delle Prose scelte di Daniello Bartoli e Paolo Segneri (Torino, UTET, 1967), le Lettere milanesi (1815-21) di Silvio Pellico (Torino, Loescher-Chiantore, 1963), la nuova edizione ampliata dei Manifesti romantici e altri scritti della polemica classico-romantica (Torino, UTET, 1979).
In occasione del convegno svoltosi a Venezia nell'ottobre 1978 per il bicentenario della nascita di Foscolo, Scotti contribuì con un intervento intitolato L'«Edippo tragedia di Wigberto Rivalta» (Un inedito giovanile di Ugo Foscolo), attribuendo al poeta zacintio la tragedia Edippo, rinvenuta tra le carte del fondo Pellico presso l'archivio della Civiltà Cattolica a Roma. La scoperta, che data l'opera al medesimo torno di anni in cui fu composto il Tieste (gli ultimi del XVIII secolo), trovò il consenso dei maggiori foscolisti e segnò una tappa importante nella storia degli studi sul primo Foscolo, ma si è in séguito rivelata erronea.

## Opere principali
- Daniele Bartoli e Paolo Segneri, Prose scelte, a cura di Mario Scotti, Torino, Unione Tipografico-Editrice Torinese, 1967.
- Sforza Pallavicino, Storia del Concilio di Trento ed altri scritti, a cura di Mario Scotti, 2. ed. accresciuta, Torino, Unione Tipografico-Editrice Torinese, 1968.
- Edizione nazionale delle opere di Ugo Foscolo. Epistolario, vol. VII (7 settembre 1816-fine del 1818), a cura di Mario Scotti, Firenze, F. Le Monnier, 1970.
- Foscolo fra erudizione e poesia, Roma, Bonacci, 1973
- Edizione nazionale delle opere di Ugo Foscolo. Epistolario, vol. VIII (1819-1821), a cura di Mario Scotti, Firenze, F. Le Monnier, 1974.
- Ugo Foscolo, Le opere, introduzione e note di Mario Scotti, Roma, Bietti, 1980.
- Ugo Foscolo, Edippo: tragedia inedita, a cura di Mario Scotti, Milano, Rizzoli, 1983.
- Edizione nazionale delle opere di Ugo Foscolo, vol. 1: Poesie e carmi: Poesie, Dei Sepolcri, Poesie postume, Le Grazie, a cura di Francesco Pagliai, Gianfranco Folena, Mario Scotti, Firenze, F. Le Monnier, 1985, ISBN 88-00-81111-6.
- Ugo Foscolo, Le Grazie, scelta dall'edizione critica con introduzione e commento a cura di Mario Scotti, Grassina, Bagno a Ripoli, Le Monnier, 1987, ISBN 88-00-41200-9.
- Edizione nazionale delle opere di Benedetto Croce. Saggi filosofici, vol. 5: Nuovi saggi di estetica, a cura di Mario Scotti, Napoli, Bibliopolis, 1991, ISBN 88-7088-231-4.
- Edizione nazionale delle opere di Ugo Foscolo. Epistolario, vol. IX (1822-1824), a cura di Mario Scotti, Firenze, F. Le Monnier, 1994, ISBN 88-00-81137-X.
- san Francesco, Gli scritti e la leggenda, a cura di Mario Scotti, Roma, Salerno, 1995, ISBN 88-8402-181-2.
- Foscoliana, Modena, Mucchi, 1997, ISBN 88-7000-289-6
- Tra poesia e cultura, voll. I-II, Modena, Mucchi, 2000, ISBN 88-7000-350-7
- Il Dante di Ozanam e altri saggi, Firenze, L. S. Olschki, 2002, ISBN 88-222-5074-5
- Mario Scotti e Flavia Cristiano, Storia e bibliografia delle edizioni nazionali, prefazione di Francesco Sicilia, Milano, Sylvestre Bonnard, 2002, ISBN 88-86842-33-3.